# Sharia4Czechia
Sharia4Czechia (Šaría pro Česko) je internetová iniciativa, která veřejně působila v České republice mezi lety 2012 a 2015. Cílem této skupiny bylo šíření islámu a prosazování islámského práva v České republice. Jednalo se o da'wa aktivitu (výzva k islámu, obdoba křesťanské misie), spočívající například v odpovědích na často kladené otázky, v pozitivním výkladu válečných veršů Koránu,[zdroj?] ve zveřejňování fatev  a komentování teroristických činů spojovaných s islámem.

## Kauzy a kontroverze
Do povědomí se skupina dostala v roce 2013, zejména v souvislosti s kauzou učitelky v MŠ Lišov, které bylo vyhrožováno a byla spojována s touto iniciativou.
Kontroverzi vyvolala také podpora této skupiny určená povstalcům v Syrské revoluci a podpora boje proti Bašáru Asadovi v polovině roku 2013.
Aktivity skupiny komentují vzhledem k blízké tematice a podobným názvům skupin v západní Evropě i české zpravodajské služby. Věnuje ji pozornost Výroční zpráva Bezpečnostní informační služby za rok 2012, a také zpráva pro Poslaneckou sněmovnu. Podobné skupiny v západní Evropě se ale liší prezentací způsobu islamizace a názory na včleňování islámského práva do zákoníků, protože např. Sharia4Belgium, Sharia4Holland a Islam4UK se, na rozdíl od české iniciativy, otevřeně hlásí k radikálním názorům, násilí, otevřeně kritizují demokratický systém a čelí postihům ze strany policie a úřadů. Odborník na islám Bronislav Ostřanský z Orientálního ústavu Akademie věd naopak u české, převážně diskuzní, skupiny nevidí radikalismus.
Skupina dlouhodobě usiluje o islamizaci českého prostředí a přeměnu islámských společností na chalífát (islámský stát). Po muslimském teroristickém útoku na redakci francouzského satirického časopisu Charlie Hebdo dne 7. ledna 2015 skupina útok odsoudila, ale prohlásila, že je potřeba ještě zintenzivnit snahy o islamizaci České republiky, ve smyslu „přijímání islámu lidmi a islámských hodnot v souladu s ústavním právem člověka věřit v Boha, aniž by mu do tohoto vnitřního přesvědčení měl právo někdo mluvit“.
Skupina tvrdí, že odmítá a odsuzuje zneužití islámu ze strany teroristické skupiny ISIS (Islámský stát) v Iráku a Sýrii.